# Diaethria nigeriae
Diaethria nigeriae är en fjärilsart som beskrevs av Martinez. Diaethria nigeriae ingår i släktet Diaethria och familjen praktfjärilar. Inga underarter finns listade i Catalogue of Life.